# 君津中央病院附属看護学校
君津中央病院附属看護学校 （きみつちゅうおうびょういんふぞくかんごがっこう）とは、千葉県木更津市にある公立専修学校。運営母体は、地方公営企業の君津中央病院企業団である。

## 設置学科
- 看護学科（3年制・昼間）

## 所在地
- 千葉県木更津市桜井1010番地

## 交通アクセス
- JR木更津駅から日東交通バスで｢君津中央病院｣停留所下車。

## 取得できる資格・免許状

### 看護学科
- 看護師国家試験受験資格

## 学生寮
- 学生寮が設置され、遠距離などの理由で通学が困難な学生を中心に入寮している。